# William Cranch Bond

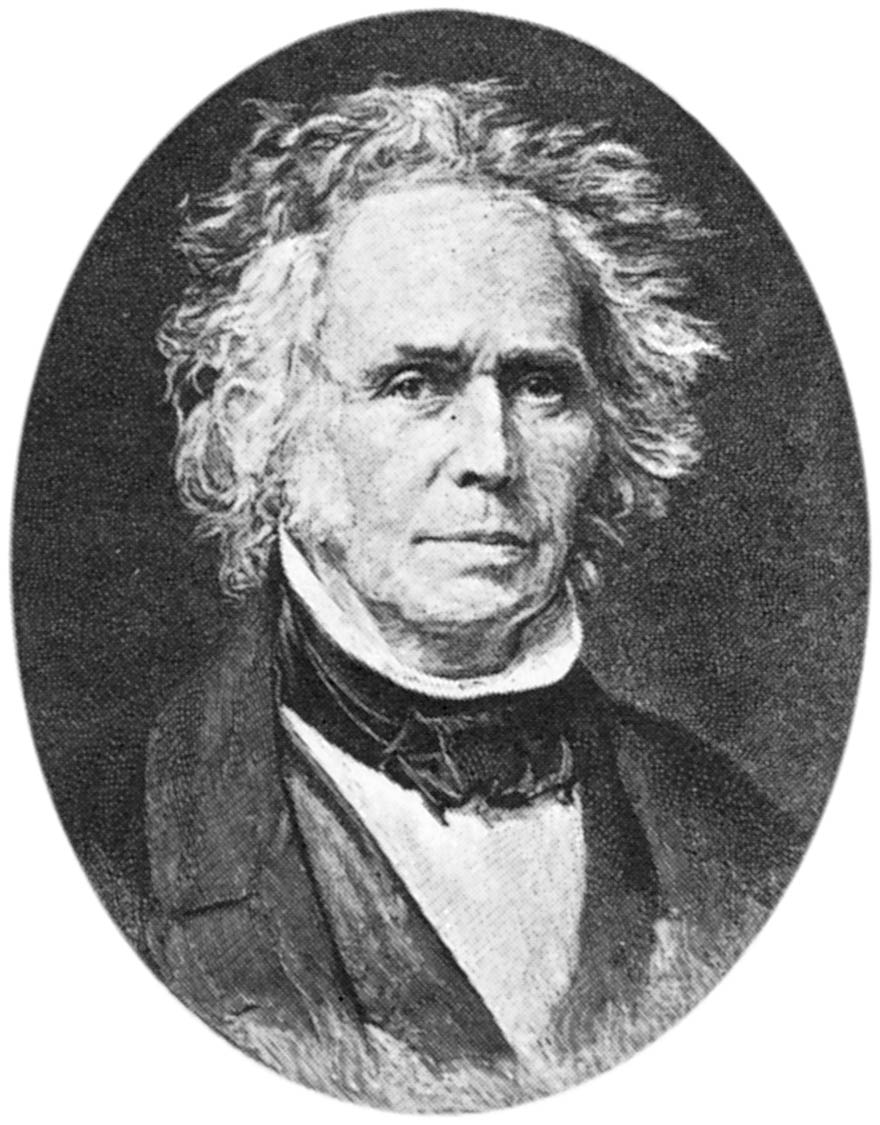
William Cranch Bond

William Cranch Bond (ur. 9 września 1789 w Falmouth (Maine), zm. 29 stycznia 1859 w Cambridge (Massachusetts)) – amerykański astronom i wynalazca.

## Życiorys
Był samoukiem. Astronomią zainteresował się po obejrzeniu zaćmienia Słońca w 1806 roku. W 1838 wybudował obserwatorium uniwersytetu Harwarda w Cambridge. W 1840 roku został mianowany pierwszym astronomem-obserwatorem w Harvard College. Od 1847 był pierwszym dyrektorem Harvard College Observatory. W 1850 roku wykonał pierwszy rozpoznawalny dagerotyp Księżyca oraz Wegi, a w 1857 pierwszą fotografię Księżyca. Odkrywca, wspólnie z synem G. Philipsem (1825-1865) Hyperiona – ósmego satelity Saturna 1848 oraz wewnętrznego pierścienia, zwanego pierścieniem C lub pierścieniem krepowym. Niezależnie odkrył wiele komet. Wynalazł elektryczny chronograf. W uznaniu wkładu dla nauki na cześć Williama Bonda i jego syna George'a Phillipsa Bonda jedną z planetoid nazwano (767) Bondia.